# Wolfgang Rolff
Cet article possède un paronyme, voir Rolf.
Wolfgang Rolff est un footballeur international allemand né le 26 décembre 1959 à Lamstedt, en Basse-Saxe. Il évoluait au poste de milieu de terrain.
Il a été finaliste de la Coupe du monde 1986 avec l'équipe d'Allemagne.

## Biographie
Wolfgang Rolff joue principalement en faveur du Fortuna Cologne, du Hambourg SV, du Bayer Leverkusen et du Karlsruher SC.
Il dispute un total de 356 matchs en Bundesliga, inscrivant 47 buts dans ce championnat. Il réalise ses meilleures performances lors de la saison 1983-1984, où il inscrit 11 buts en championnat.
Wolfgang Rolff remporte deux Coupes d'Europe : la Coupe d'Europe des clubs champions en 1983 avec Hambourg, et la Coupe de l'UEFA en 1988 avec le Bayer Leverkusen.
International allemand, il reçoit 37 sélections en équipe nationale entre 1983 et 1989, sans toutefois inscrire de but. Avec l'Allemagne il participe à l'Euro 1984, puis à la Coupe du monde 1986, et enfin à l'Euro 1988.
Wolfgang Rolff atteint la finale de la Coupe du monde 1986 avec l'Allemagne. Lors de cette compétition il dispute un match de phase de groupe face au Danemark, et la demi-finale face à la France. Il reste sur le banc des remplaçants lors de la grande finale remportée par l'Argentine.
Après sa carrière de joueur, Wolfgang Rolff se reconvertit en entraîneur. Il officie principalement en tant qu'adjoint, dans des clubs allemands : Hambourg, Stuttgart et le Bayer Leverkusen. En 2001 et 2002, il est le sélectionneur adjoint de l'équipe du Koweït. En 2004, il devient l'entraîneur adjoint du Werder Brême.

## Carrière de joueur
- 1978-1980 : OSC Bremerhaven  Allemagne
- 1980-1982 : SC Fortuna Cologne  Allemagne
- 1982-1986 : Hambourg SV  Allemagne
- 1986-1989 : Bayer Leverkusen  Allemagne
- 1989-1990 : RC Strasbourg  France
- 1990-1991 : Bayer Uerdingen  Allemagne
- 1991-1994 : Karlsruher SC  Allemagne
- 1994-1995 : FC Cologne  Allemagne
- 1995-1996 : SC Fortuna Cologne  Allemagne[3]

## Palmarès de joueur
- Finaliste de la Coupe du monde 1986 avec l'équipe d'Allemagne
- Vainqueur de la Coupe d'Europe des clubs champions en 1983 avec Hambourg
- Vainqueur de la Coupe de l'UEFA en 1988 avec le Bayer Leverkusen
- Champion d'Allemagne en 1983 avec Hambourg